# By Any Beats Necessary
Albums de Wax Tailor
Phonovisions Symphonic Orchestra
(2014)
Singles
1. I Had Woman
Sortie : 3 juin 2016
2. Worldwide
Sortie : septembre 2016

By Any Beats Necessary est le 5e album studio du compositeur français Wax Tailor, sorti en 2016.

## Singles
Le premier single est I Had Woman est publié. Le second, Worldwide, sort en septembre 2016. Le clip de Worldwide est réalisé en stop-motion par Mathieu Le Proux.

## Éditions
L'album sort en disque compact ainsi qu'en double vinyle édition limitée Blue and Yellow Marbled. Une version double CD « Digipocket » contenant l'album ainsi que l'album en version instrumentale est également sortie.

## Liste des titres
| No  | Titre                                                    | Durée |
| --- | -------------------------------------------------------- | ----- |
| 1.  | Hit The Road                                             | 0:35  |
| 2.  | I Had A Woman                                            | 2:41  |
| 3.  | For The Worst (feat. Idil)                               | 3:21  |
| 4.  | Back On Wax (feaT. A-F-R-O, R.A. the Rugged Man & Token) | 3:22  |
| 5.  | My Burn (feat. Sara Genn)                                | 3:42  |
| 6.  | Ecstasy                                                  | 3:01  |
| 7.  | The Chase (feat. Mattic & Raashan Ahmad)                 | 3:16  |
| 8.  | Clock Tick                                               | 3:34  |
| 9.  | The Road Is Ruff (feat. Lee Fields)                      | 3:46  |
| 10. | Bleed Away (feat. Charlotte Savary & Tricky)             | 3:26  |
| 11. | Diggin Saloon                                            | 2:43  |
| 12. | Buckwild (feat. Idil)                                    | 3:43  |
| 13. | Worldwide (feat. Ghostface Killah)                       | 2:33  |
| 14. | The Phonograph                                           | 2:10  |

## Samples
- I Had a Woman contient un sample de Decoration Day de John Lee "Sonny Boy" Williamson[3]